# Villers-la-Montagne
Villers-la-Montagne (deutsch: Bergweiler, luxemburgisch: Biergweller) ist eine französische Gemeinde mit 1562 Einwohnern (Stand 1. Januar 2022) im Département Meurthe-et-Moselle in der Region Grand Est (bis 2015 Lothringen). Sie gehört zum Arrondissement Val-de-Briey und ist Mitglied im Gemeindeverband Grand Longwy Agglomération. Die Bewohner werden Magins genannt.

## Geographie
Villers-la-Montagne liegt etwa 26 Kilometer nordnordwestlich von Val de Briey und etwa sieben Kilometer südöstlich von Longwy. Nachbargemeinden sind Haucourt-Moulaine im Norden, Hussigny-Godbrange im Osten, Tiercelet im Südosten, Bréhain-la-Ville im Süden, Morfontaine im Südwesten, Laix im Westen und Chenières im Nordwesten. Östlich des Gemeindekerns verläuft die Route nationale 52 (N 52).

## Geschichte
Der Ort wurde 926 erstmals als Villare erwähnt.

### Bevölkerungsentwicklung

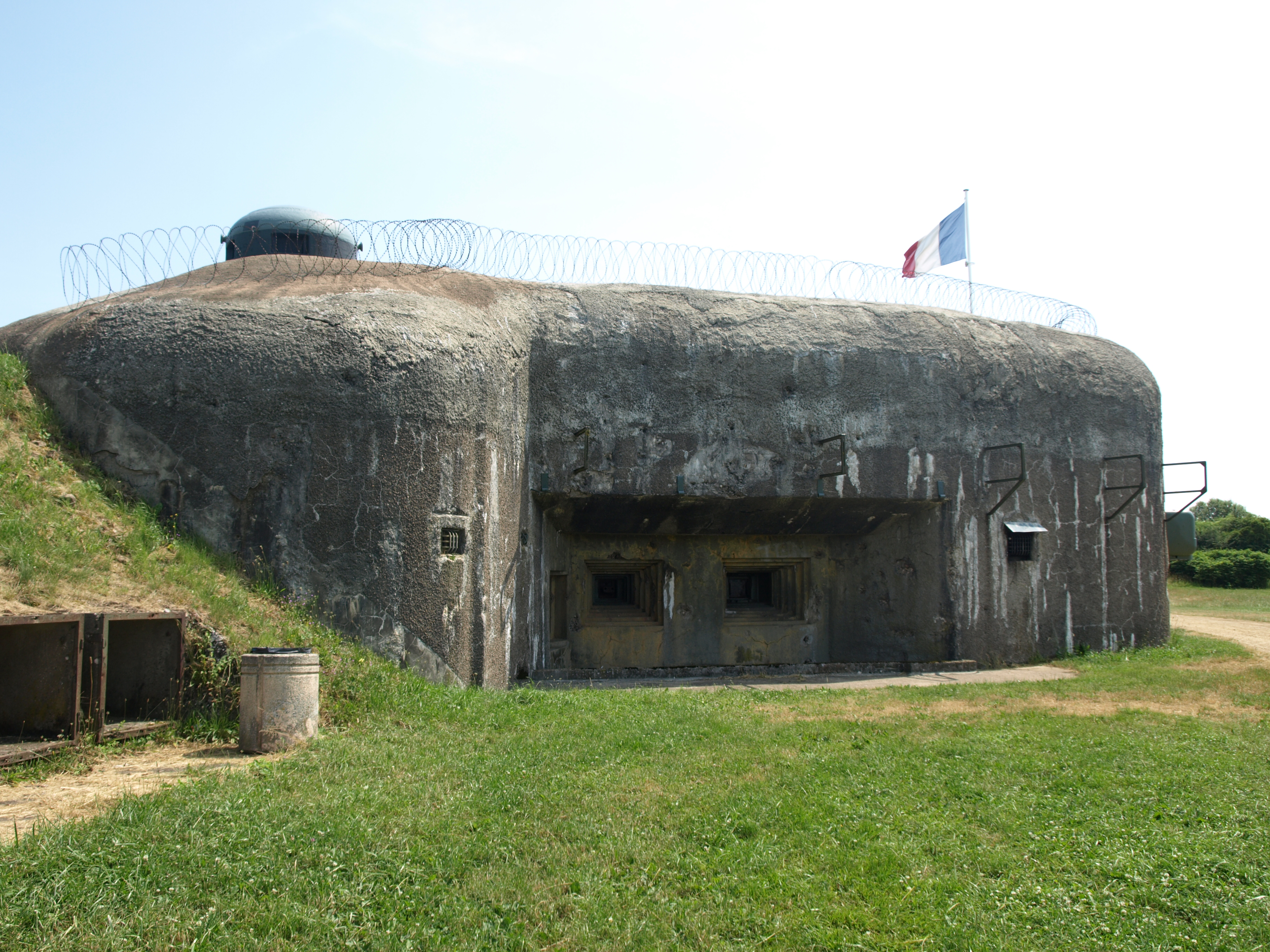
Erhaltener Bunker als Teil der Maginot-Linie

| Jahr                       | 1962 | 1968 | 1975 | 1982 | 1990 | 1999 | 2006 | 2019 |
| -------------------------- | ---- | ---- | ---- | ---- | ---- | ---- | ---- | ---- |
| Einwohner                  | 1041 | 1060 | 1013 | 1273 | 1226 | 1323 | 1442 | 1525 |
| Quellen: Cassini und INSEE |      |      |      |      |      |      |      |      |

## Sehenswürdigkeiten
- Pfarrkirche Saint-Sylvestre aus dem 14./15. Jahrhundert, Wände und Gewölbe des Chors und des Beinhauses sind seit 1991 als Monument historique eingeschrieben

## Persönlichkeiten
- Jordan Tresson (* 1988), ehemaliger Automobilrennfahrer